# La Souterraine
La Souterraine (okcitansko La Sotrane) je naselje in občina v francoskem departmaju Creuse regije Limousin. Leta 2007 je naselje imelo 5.375 prebivalcev.

## Geografija
Kraj leži v pokrajini Marche ob rekah Sédelle in Benaize, 35 km zahodno od Guéreta.

## Uprava
La Souterraine je sedež istoimenskega kantona, v katerega so poleg njegove vključene še občine Azerables, Bazelat, Noth, Saint-Agnant-de-Versillat, Saint-Germain-Beaupré, Saint-Léger-Bridereix, Saint-Maurice-la-Souterraine, Saint-Priest-la-Feuille in Vareilles z 10.890 prebivalci.
Kanton Souterraine je sestavni del okrožja Guéret.

## Zanimivosti
- romanska kolegialna cerkev iz 11. stoletja, prenovljena sredi 19. stoletja, vmesna postaja na romarski poti v Santiago de Compostelo (Via Lemovicensis),
- mestna vrata s stolpom sv. Janeza iz 13. stoletja,
- stolp Tour de Bridiers iz 13. stoletja,
- dvorec Châteaurenaud iz 15. stoletja,